# Christian Gombe
Christian Gombe (22 febbraio 1962) è un ex cestista centrafricano.

## Carriera
Con la Rep. Centrafricana ha preso parte ai Giochi olimpici del 1988, segnando 37 punti in 7 partite.